# آل هورفرد
آل هورفرد (انگلیسی: Al Horford؛ زادهٔ ۳ ژوئن ۱۹۸۶) یک بازیکن بسکتبال اهل جمهوری دومینیکن است. از باشگاه‌هایی که در آن بازی کرده‌است می‌توان به آتلانتا هاکس و بوستون سلتیکس اشاره کرد. وی در مسابقات کشوری و بین‌المللی در مجموع برندهٔ ۱ مدال طلا، ۲ مدال برنز شده‌است.